# Molophilus neecoo
Molophilus neecoo är en tvåvingeart som beskrevs av Günther Theischinger 1994. Molophilus neecoo ingår i släktet Molophilus och familjen småharkrankar. Inga underarter finns listade i Catalogue of Life.